# Love Is the Devil – Szkic do portretu Francisa Bacona
Love is the Devil – Szkic do portretu Francisa Bacona (ang. Love Is the Devil: Study for a Portrait of Francis Bacon) – brytyjski film biograficzny z 1998 roku w reżyserii Johna Maybury’ego. Zdjęcia kręcono w Londynie i Paryżu.

## Opis
Fabuła zaczyna się w 1964, kiedy  to malarz Francis Bacon (Derek Jacobi) zaskakuje włamywacza George’a Dyera (Daniel Craig), który to plądruje jego londyńską pracownię w poszukiwaniu czegoś wartościowego. „Kim mógłbyś być?” – wykrzykuje artysta – „niewiele jest w tobie z włamywacza. Rozbieraj się i chodź do łóżka, a będziesz miał wszystko, czego zapragniesz”.

## Obsada
- Derek Jacobi – Francis Bacon
- Daniel Craig – George Dyer
- Tilda Swinton – Muriel Belcher
- Anne Lambton – Isabel Rawsthorne
- Adrian Scarborough – Daniel Farson
- Karl Johnson – John Deakin
- Annabel Brooks – Henrietta Moraes
- Hamish Bowles – David Hockney